# Siemens & Halske Sh 14
Siemens & Halske Sh 14 — немецкий поршневой звездообразный 7-цилиндровый авиадвигатель воздушного охлаждения, разработанный в 1928 году. Применялся преимущественно на учебных самолётах, а также ряде экспериментальных машин (автожиры и вертолёты) 1920-х — 1940-х годов.
Существовали 2 модификации: ранняя Sh 14 A, представленная в 1928 году, мощностью 126 л.с. (93 кВт), и основная серийная, выпуска конца 1930-х годов, развивавшая 160 л.с. (119 кВт).

## Варианты наименования
В 1933 году на базе авиамоторного отдела концерна Siemens & Halske было создано дочернее предприятие «Siemens Apparate und Maschinen GmbH» (SAM); теперь двигатель Sh 14 A именовался также SAM 314. Тремя годами позже, в 1936 году, выпуск моторов был перенесен на новый завод Brandenburgische Motorenwerke (Bramo), располагавшийся в берлинском районе Шпандау.
По мере дальнейшей милитаризации предвоенной экономики Германии, компании Siemens было предложено расширить производство авиадвигателей, на которое её тогдашний владелец Карл Фридрих фон Сиеменс по ряду причин не мог согласиться. Тогда завод Bramo был передан государству, а затем в 1939 году продана компании BMW. В дальнейшем, двигатель мог именоваться в профильной литературе как Bramo Sh 14 или BMW-Bramo Sh 14.

## Особенности конструкции
- Цилиндры стальные, их головки и поршни из алюминиевых сплавов.
- Коленчатый вал составной, полый.
- Картер литой алюминиевый, из четырёх частей.
- Зажигание дублированое, два магнето Bosch JF 7 ARS и по две свечи Siemens 10 F 18 на цилиндр.
- Пусковая система Bramo.
- Бензонасос DBU KM 3/0,45.

## Применение
Германия
- Albatros L 82
- BFW M.23
- BFW M.29
- BFW M.35
- Blohm & Voss Ha 135
- Bücker Bü 133 C Jungmeister
- Flettner Fl 184 (опытный автожир)
- Flettner Fl 185 (опытный вертолёт)
- Flettner Fl 265 (опытный вертолёт)
- Flettner Fl 282 Kolibri (вертолёт)
- Focke-Wulf C.20
- Focke-Wulf C.30 Heuschrecke
- Focke-Wulf Fw 44
- Focke-Wulf Fw 61
- Heinkel He 72
- Heinkel He 172
- Klemm Kl 31
- Klemm Kl 32
- Udet U 12 „Flamingo“

 США
- Prudden XM-1
- Prudden TM-1
- Cessna Model AS

 Австрия
- Doblhoff WNF 342 (вертолёт)
- Hirtenberg HV.15 (Hopfner/Hirtenberg HV.15, WNF HV 15, WNF Wn 15)

 Польша
- RWD-17W
- LWD Szpak
- LWD Zuch

 Югославия
- Рогожарски СИМ-VIII
- Рогожарски СИМ-XI
- СИМ-II

 Италия
- Ambrosini SAI.3
- Ambrosini SAI.10 Grifone

 Финляндия
- VL Viima

 Турция
- Nuri Demirağ Nu D.38